# Borja Catanesi Muñoz
Borja Catanesi Muñoz és un músic guitarrista de carrer. En 2018 va ser guanyador de la primera edició dels Universal Street Games, sent notícia en múltiples mitjans de comunicació. També va ser guanyador del certamen Feeling the Street en 2015 i de la Roma International Buskers Festival en 2020, sent reconegut com millor músic de carrer.
Va començar prenent classes de solfeig i piano quan era un xiquet, decantant-se finalment per la guitarra quan tenia 15 anys. Dos anys després va començar la seua carrera com busker (o músic de carrer), començant a tocar la seua guitarra Fender amb l'amplificador per la seua ciutat natal, València, i després per tot Europa.
En 2015, amb 20 anys, va guanyar el Feeling the Street Competition, organitzat per Toyota, i pel qual va rebre un premi de viatjar a Nova Zelanda. En 2018 va ser el guanyador de la primera edició dels Universal Street Games, celebrats a Minneapolis, Minnesota, els Estats Units, en el qual es va batre amb els finalistes de la seua categoria Arthur Endo, guitarrista brasiler, i la cantant anglesa Enne Esnard. A principis d'aqueix mateix any va llançar un crowfunding amb la finalitat de finançar el seu nou disc: Road Echoes, objectiu que va aconseguir el 25 de març, presentant-se el 27 d'octubre en el local de València La Fàbrica de Gel.
En 2020 va ser guanyador del Roma International Buskers Festival, celebrat del 18 al 20 de setembre, rebent el guardó per «la seua trajectòria com un dels artistes més reconeguts en el món de l'art de carrer, a causa del seu talent i a la seua presència en els festivals i places més importants i emblemàtics del món». A l'octubre de aqueix mateix any es va viralitzar un dels seus vídeos, quan mentre tocava la guitarra a la Haia, Països Baixos, i un dels vianants es va posar a ballar amb el seu bastó.
En 2021, va ser el protagonista d'un capítol del programa de Ràdio Nacional d'Espanya Les voreres de l'art invisible, titulat Borja Catanesi: de las aceras al mundo.
Ha sigut notícia en els mitjans els diversos conflictes entre Borja i la policia a València: el juliol de 2017 va ser multat a València per tocar la guitarra al carrer. Al novembre de 2018 la policia li va requisar els instruments després d'una denúncia veïnal a València, a la cantonada del carrer Roger de Lauria amb la plaça de l'Ajuntament. En 2019 novament va ser multat per contaminació acústica per la policia local de València mentre tocava davant de la Plaça de Bous.